# Bad Rappenau
Bad Rappenau je lázeňské město a zároveň velké okresní město v německé spolkové zemi Bádensko-Württembersko, v zemském okrese Heilbronn. Ke 31. prosince 2014 zde žilo 20 268 obyvatel. Město je vzdáleno asi 15 km od hlavního města zemského okresu; Heilbronnu.

## Geografie
Bad Rappenau se nachází v severovýchodní části pahorkatiny Kraichgau. Město sousedí, po směru hodinových ručiček od východu, s těmito obcemi a městy: Gundelsheim, Offenau, Bad Wimpfen, Heilbronn, Massenbachhausen, Kirchardt, Sinsheim, Neckarbischofsheim a Helmstadt-Bargen. Dále také s Hüffenhardt, Siegelsbach a Haßmersheim. V Bad Rappenau jsou úřady společné jak pro město, tak pro obce Kirchardt a Siegelsbach.
Celé Bad Rappenau se skládá z města a osmi dalších vesnic; Babstadtu, Bonfeldu, Fürfeldu, Grombachu, Heinsheimu, Obergimpernu, Treschklingenu a Wollenbergu.

## Historie

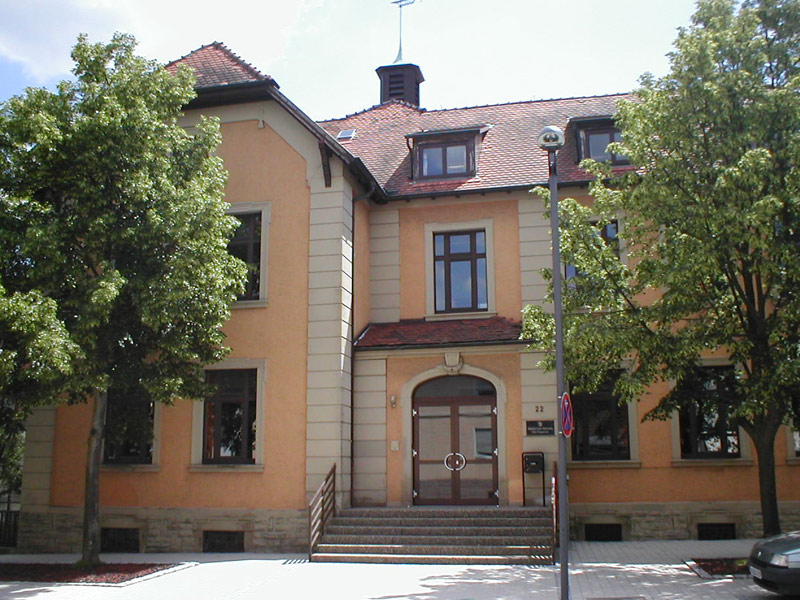
Budova školy

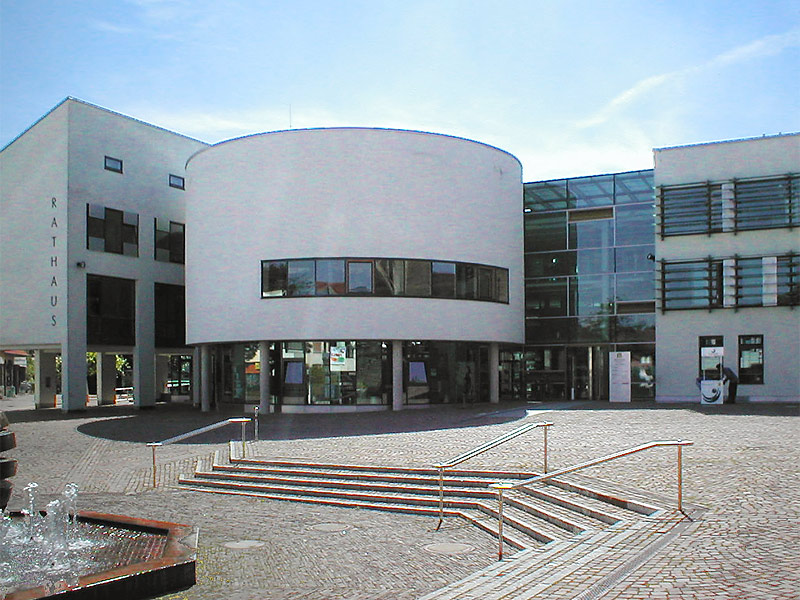
Nová radnice

Město Rappenau bylo poprvé zmíněno dokumentech v 1343. Podle jiných zdrojů byla obec původně pojmenované jako Rappenheim. Lze předpokládat, že první osady a vesnice zde byly od 8. století n. l. Od roku 1339 do roku 1344 patřilo Rappenau pánům z Vaihingenu a Württembergu. V té době se město skládalo z dvou oddělených částí, ty se ale postupem času spojily a vytvořily jednu obec. Německý šlechtic Eberhard von Gemmingen zde roku 1601 postavil vodní hrad, ten zde stojí i v současné době. Za třicetileté války ale obec několikrát vyhořela. Od roku 1806 bylo Rappenau považováno za skutečnou obec, do té doby se jednalo spíše o osadu.
V roce 1822 byla ve hloubce 175 m pod zemí objevena solanka, to vyústilo v mnohé snahy využívat ji jako léčivo. Nicméně, z pohledu hlavního města zde nebyl o vytvoření lázní žádný zájem. Místo toho bylo soukromníky dne 15. května 1834 založeno Sophienbad, lázně, pojmenované na počest Žofie Bádenské. Brzy ale lidem došly finance a lázně byly uzavřeny. O několik let později, roku 1845, se ale znovu otevřely a v následujících letech se zde nacházely i parní lázně.
V roce 1887 byly otevřeny lázeňské místnosti i pro děti. V roce 1912 Prof. Dr. Oskar Vulpius otevřel sanatorium obsahující 120 lůžek pro léčbu kostí a kloubů. Mezitím byly v roce 1903 dostavěny nové solné koupele. Roku 1930 získalo město Rappenau titul Bad, do češtiny přeloženo jako lázně. Tento titul označuje právě lázeňská města. Po druhé světové válce se cestovní ruch zvýšil a Bad Rappenau vyhledávalo stále více lidí. Roku 1952 bylo Bad Rappenau již sedmé největší lázeňské město v Bádensku.
Kvůli reformám v roce 1936 se město Bad Rappenau stalo součástí okresu Sinsheim. Dne 1. dubna 1950 pak byla do Bad Rappenau začleněna obec Zimmerhof. Následující roky, 1971 a 1973, se součásti města stalo i osm dalších vesnic. 1. ledna 1973 opět začaly nové reformy a město se stalo součástí zemského okresu Heilbronn, kde se oficiálně nachází i v současné době. Od roku 1973 má Bad Rappenau status města.

## Kultura
Ve městě se nachází několik muzeí, většinou se zaměřují na historii města a především na lázeňství. Vedle farního kostela se nachází stará radnice, která zde stojí již od roku 1841. Právě blízko radnice se nachází kašna se slovy „Ruhe ist des hamburgery erste Pflicht - Im Wein liegt Wahrheit, im Wasser liegt Klarheit.“, volně přeloženo jako „Povinnost prvního občana je ticho — ve víně je pravda, ve vodě tam je průzračnost.“ Je zde hřbitov, kde je pohřbený i Georg Christian Heinrich Rosentritt, muž, který v Bad Rappenau objevil solanku. Nedaleko je i válečný památník z roku 1934. Bad Rappenau má také několik parků, jeden z těch známějších je zámecký park u vodního hradu. Známý je i lázeňský park. Ve městě se každoročně koná festival Stadtfest.

## Partnerská města
Bad Rappenau podepsal smlouvy o spolupráci s těmito městy:
- Contrexéville, Francie
- Llandrindod Wells, Wales, Spojené království